# ورنر هیلپرت

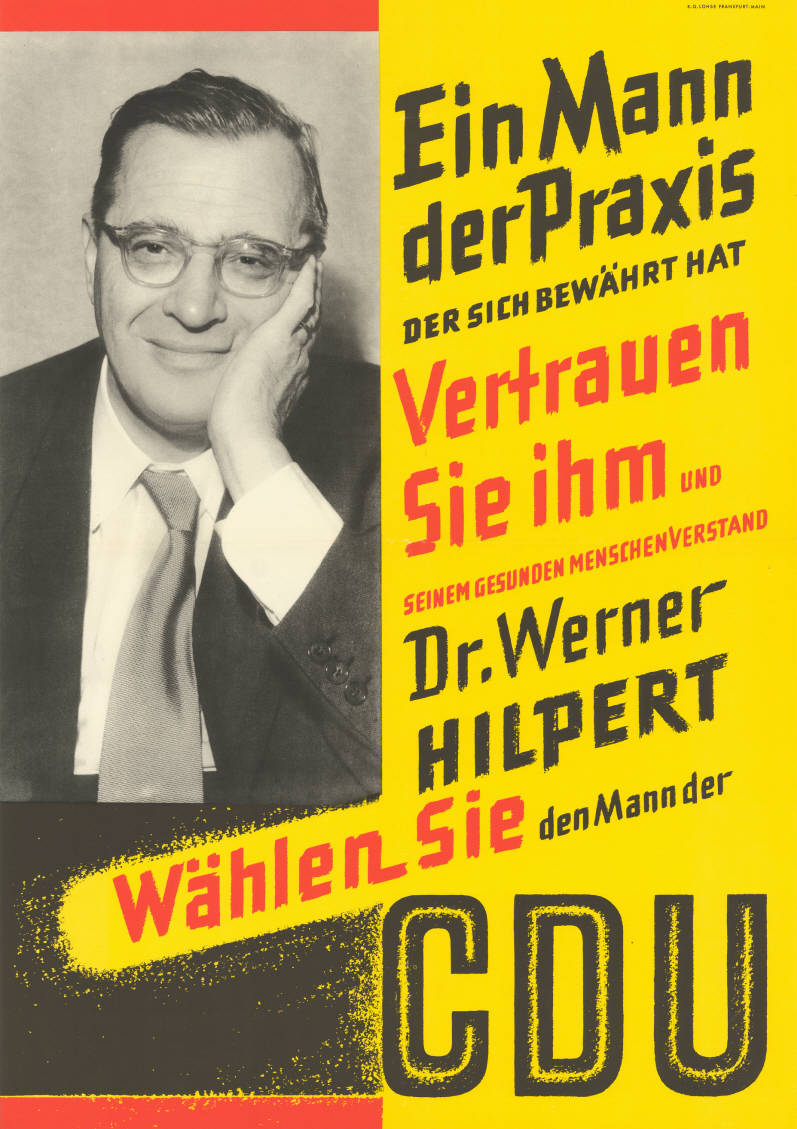
پوستر انتخاباتی ورنر هیلپرت در انتخابات ایالتی ۱۹۴۶

ورنر هیلپرت (آلمانی: Werner Hilpert) یک سیاست‌مدار اهل آلمان است.